# Pam Tillis
Pam Tillis, född 24 juli 1957 i Plant City, Florida, är en amerikansk countrysångerska och låtskrivare. Hon är dotter till countrymusikern Mel Tillis och växte upp i Nashville, Tennessee. Hon utgav en skiva och ett antal singlar under 1980-talet men hade sina största framgångar under 1990-talet. En av hennes låtar, "Mi Vida Loca (My Crazy Life)", nådde förstaplatsen på Billboards countrytopplista 1995. Hon blev medlem i Grand Ole Opry 2000.

## Diskografi (urval)
Album
- 1983 – Above and Beyond the Doll of Cutey
- 1991 – Put Yourself in My Place
- 1992 – Homeward Looking Angel
- 1994 – Sweetheart's Dance
- 1995 – All of This Love
- 1998 – Every Time
- 2001 – Thunder & Roses
- 2002 – It's All Relative: Tillis Sings Tillis
- 2007 – RhineStoned
- 2007 – Just in Time for Christmas
- 2013 – Dos Divas (med Lorrie Morgan)

Singlar (topp 10 på Billboard Hot Country Songs)
- 1990 – "Don't Tell Me What to Do" (#5)
- 1991 – "One of Those Things" (nyinspelning) (#6)
- 1991 – "Maybe It Was Memphis" (#3)
- 1992 – "Shake the Sugar Tree" (#3)
- 1993 – "Let That Pony Run" (#4)
- 1994 – "Spilled Perfume" (#5)
- 1994 – "When You Walk in the Room" (#2)
- 1994 – "Mi Vida Loca (My Crazy Life)" (#1)
- 1995 – "In Between Dances" (#3)
- 1995 – "Deep Down" (#6)
- 1996 – "The River and the Highway" (#8)
- 1997 – "All the Good Ones Are Gone" (#4)
- 1997 – "Land of the Living" (#5)